# Segell d'Alabama
El Gran Segell de l'Estat d'Alabama va ser dissenyat en 1817 per William Wyatt Bibb, governador del Territori d'Alabama i primer governador de l'estat.

## història
Quan el Territori d'Alabama es va convertir en un estat de la Unió, el 1819, la Legislatura estatal va aprovar el disseny del governador Bibb com el segell oficial de l'estat.
El segell representa un mapa que mostra un dels més valuosos recursos de l'estat, els seus principals rius. El disseny de Bibb va servir com segell oficial fins a 1868, quan va ser substituït per un polèmic disseny, el qual representava una àguila americana posada sobre l'escut americà i amb una banda al bec que deia «Here we rest» (Aquí descansem) aquest disseny segueix sent utilitzat pel Departament de Treball d'Alabama. La legislatura i el governador Frank M. Dixon van restaurar el disseny original del governador Bibb el 1939, mantenint-se sense canvis des de llavors. El nou segell va ser adoptat durant una sessió especial convocada pel Governador. El disseny es descriu així:
| « | El segell serà circular, i el diàmetre del mateix serà de dues polzades i quart, prop de la vora del cercle hi serà la paraula "Alabama", a la mateixa distància des de la vora, hi seran les paraules, "Great Seal" (Gran Segell). Al centre del segell hi haurà una representació d'un mapa de l'estat amb els seus principals rius. El segell es dirà "Gran Segell de l'Estat d'Alabama." El segell haurà de ser conservat i utilitzat com ho exigeix la Constitució i les lleis. | » |

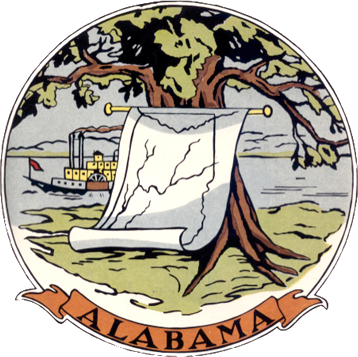
Segell d'Alabama disseny de Bibb utilitzat de 1817 a 1868
Segell d'Alabama utilitzat durant el període de 1868 a 1939

## Segell del Governador
També hi ha un segell del governador d'Alabama. A diferència del segell de l'estat però, s'utilitza l'escut d'armes d'Alabama, en lloc d'un mapa de l'Estat, ja que és motiu central.

Segell d'armes del Governador d'Alabama
Segell d'armes del Governador Electe d'Alabama
Segell d'armes del Vicegovernador d'Alabama
Segell d'armes del Presidente de la Cámara de Representants d'Alabama
Segell d'armes del Sistema Judicial Unificat d'Alabama
Segell d'armes del Procurador General d'Alabama
Segell d'armes de la Junta de Indults y Llibertat Condicional d'Alabama
Segell d'armes de l'Agència per al Maneig d'Emergències d'Alabama
Segell d'armes del Departament d'Agricultura i Industries d'Alabama
Segell d'armes del Departament de Correccions d'Alabama
Segell d'armes del Departament de Seguretat d'Alabama
Segell d'armes del Departamento de Trabajo d'Alabama
Segell d'armes del Departament de Salud Pública d'Alabama
Segell d'armes del Departament de Seguretat Pública d'Alabama
Segell d'armes del Departament de Transport d'Alabama
Segell d'armes del Departament del Tresor d'Alabama
Segell d'armes de la Comissió de Valors d'Alabama
Segell d'armes de la Guàrdia Nacional d'Alabama
Escut d'armes de las Forces de Defensa de l'estat d'Alabama